# Союз ТМА-20
«Союз ТМА-20» — российский пилотируемый космический корабль. Стартовал 15 декабря 2010 года, этот полёт стал двадцать пятым полётом корабля серии «Союз» к МКС. Экипаж корабля вошёл в составы 26-й и 27-й долговременных экспедиций.

## Экипаж
Экипаж старта и посадки
- (ФКА) Дмитрий Кондратьев (1) — командир экипажа.
- (НАСА) Кэтрин Коулман (3-й космический полет) — бортинженер.
- (ЕКА) Паоло Несполи (2) — бортинженер.

Дублирующий экипаж
- (ФКА) Анатолий Иванишин — командир экипажа.
- (НАСА) Майкл Фоссум (2) — бортинженер.
- (JAXA) Сатоси Фурукава (2) — бортинженер.

## Подготовка к полёту
При подготовке к полету была повреждена капсула спускаемого аппарата, старт корабля перенесен на 15 декабря.

## Посадка
24 мая 2011 в 6:27 мск корабль совершил мягкую посадку в казахстанской степи, восточнее Джезказгана.